# Shoemakerella lowryi
Shoemakerella lowryi is een vlokreeftensoort uit de familie van de Lysianassidae. De wetenschappelijke naam van de soort is voor het eerst geldig gepubliceerd in 1990 door Gable & Lazo-Wasem.